# 범어역 우방유쉘
범어역 우방유쉘은 대한민국 대구광역시 수성구 범어동에 위치한 초고층 최고급 주상복합단지이다. 범어역우방유쉘은 지하철 범어역과 걸어서 3분거리이며 또한 주변에 버스정류장도 가까워 초역세권이다. 초등학교 통학구역은 대구동천초등학교가 있다.

## 같이 보기
- 대구광역시의 마천루 목록